# Adriano Samaniego
Adriano Samaniego (Luque, 8 settembre 1963) è un ex calciatore paraguaiano, di ruolo attaccante.

## Palmarès

### Club

#### Competizioni nazionali
- Campionato paraguaiano: 9

Olimpia: 1981, 1982, 1983, 1985, 1988, 1989, 1995, 1997, 1998
- Campionato colombiano: 1

Atlético Junior: 1993

#### Competizioni internazionali
- Coppa Libertadores: 1

Olimpia: 1990
- Supercoppa Sudamericana: 1

Olimpia: 1990
- Recopa Sudamericana: 1

Olimpia: 1991

### Individuale
- Capocannoniere del campionato paraguaiano: 1

1985 (19 gol)
- Capocannoniere della Coppa Libertadores: 1

1990 (7 gol)
- Equipo Ideal de América: 1

1990